# La Transición en Aragón
La Transición en Aragón es una serie documental que aborda de manera temática el periódico histórico del paso del Franquismo a la Democracia en la comunidad autónoma de Aragón. Durante seis capítulos, más de 100 personas cuentan sus vivencias en esos años. También han colaborado medios de comunicación como Televisión Española, ABC, Heraldo de Aragón o la revista Andalán, e instituciones públicas como el Ayuntamiento de Zaragoza

Logo Aragón Televisión.

## Programa
Con motivo del 40 aniversario de la Constitución española, la cadena de televisión Aragón TV emite una serie documental de seis capítulos temáticos que aborda la llegada de la democracia desde la perspectiva de varias miradas, algunas de ellas críticas. En los diferentes capítulos se abordan temas como el papel que jugó la Iglesia, las gentes de la cultura, los agricultores y ganaderos, además del impacto de la represión y las grandes manifestaciones que llevaron a los aragoneses en particular, y a los españoles en general, a la calle. La directora del programa es la periodista Esther Puisac.
El 3 de mayo de 2019 fue galardonada con el premio Periodistas de Aragón-Ciudad de Zaragoza.

## Capítulo 1
La izquierda de la Iglesia aborda la destitución del párroco de Fabara, Wirberto Delso. La destitución del párroco de Fabara, en el año 1974, provocó la dimisión de 30 sacerdotes más de la archidiócesis de Zaragoza, produciendo una patente conmoción en medios de comunicación no solo de Aragón, sino de España y Europa. Este conflicto materializó el enfrentamiento de la nueva Iglesia, surgida del Concilio Vaticano II, y la antigua, representada por la figura del entonces arzobispo de Zaragoza, Pedro Cantero Cuadrado, conocido por ser una figura destacada del régimen franquista. El trabajo de esa nueva Iglesia supuso la semilla de numerosos sindicatos, partidos políticos, asociaciones de barrio, y oenegés que persisten en la actualidad.

## Capítulo 2
Cultura democrática habla del arte y la cultura aragonesa en la década de los 70. Una etapa compleja de cambios, tensiones sociales y ruptura con el franquismo.

## Capítulo 3
El campo en guerra aborda la lucha de los agricultores y ganaderos aragoneses para conseguir mejores condiciones sociales y económicas, además de un nuevo sindicalismo agrario. En los 70, alrededor de una cuarta parte de la población activa aragonesa y española trabajaba en el campo. Pero su modo de vida había empeorado debido a múltiples factores como la mecanización, la crisis del petróleo y el encarecimiento del nivel de vida, lo que ahogo a los productores y muchos de ellos tuvieron que abandonar el campo y emigrar a las ciudades.
A ello se sumó la importación de maíz de origen americano, haciendo que los precios de este cereal bajaran de forma dramática. Entonces los agricultores declararon la conocida como guerra del maíz e iniciaron las primeras tractoradas que se conocen, colapsando las carreteras aragonesas. Hay constancia de que Aragón fue pionera en la creación de los sindicatos agrarios.

## Capítulo 4
El precio de la libertad pincela la cara menos amable de la transición: cárcel, represión o la propia vida fueron el alto precio a pagar por los que vivieron aquella época. Entrevista a policías y a víctimas de las torturas y la conflictividad en las manifestaciones completan una radiografía de lo que supuso la represión en Aragón.

## Capítulo 5
Un grito, un pueblo habla de la pérdida del miedo a la dictadura, cuando los aragoneses se lanzaron a la calle en busca de democracia, libertad y un estatuto de autonomía. En el programa se recuerdan las movilizaciones más sonadas de esos años.

## Capítulo 6
En el sexto y último programa se emite un capítulo especial por el 40 aniversario la Carta Magna española. Se habla del proceso que llevó a su redacción, la participación de Aragón y los retos a los que se enfrenta en el futuro.

## Equipo del programa
- Dirección: Esther Puisac Nogarol
- Realización: Roberto Asensio
- Guionistas: David Terrer y Esther Puisac
- Redactores: Manu del Diego, Federico Contín y Virginia Martínez
- Operador de cámara: Adrián Barcelona
- Sonido: Jens Von Kageneck
- Producción: Verónica Royo
- Documentación: Ana Catalá y Elisa Busquier
- Vestuario: Raquel Díez
- Técnico de sonido: Francisco Navarro
- Locución: Óscar Vegas
- Postproducción: Antonio Hurtado
- Grafismo: Pablo Pellicer
- Supervisión histórica: Alberto Sabio[12]